# Uhilți, Hoșcea
Uhilți (în ucraineană Угільці) este un sat în comuna Buhrîn din raionul Hoșcea, regiunea Rivne, Ucraina.

## Demografie
Componența lingvistică a localității Uhilți
     Ucraineană (99,12%)
     Alte limbi (0,88%)
Conform recensământului din 2001, majoritatea populației localității Uhilți era vorbitoare de ucraineană (99,12%), existând în minoritate și vorbitori de alte limbi.